# Hildeberto Pereira
Hildeberto José Morgado Pereira (* 2. März 1996 in Lissabon, Portugal) ist ein portugiesischer Fußballspieler. Aktuell steht er beim chinesischen Verein Kunshan FC unter Vertrag.

## Vereine

### Benfica Lissabon
Der aus der Jugendakademie seines Heimatvereines Benfica Lissabon stammende Hildeberto Pereira debütierte am 15. März 2015 für die zweite Mannschaft von Benfica Lissabon in der Segunda Liga 2014/15 bei einem 3:0-Auswärtserfolg über den SC Farense. In der Saison 2015/16 bestritt er dreiunddreißig Ligaspiele und erzielte dabei einen Treffer.
Am 22. Juli 2016 gab der englische Zweitligist Nottingham Forest die Verpflichtung von Pereira auf Leihbasis bis zum Saisonende bekannt.